# Список персонажей «Тетради смерти»
В данной статье приведена информация о персонажах одноименной манги - «Тетрадь смерти». Все герои и события, описываемые в произведении, являются вымышленными. Построение имён персонажей в статье приведено согласно европейской, а не азиатской традиции, по которой фамилии следуют после имён.
Автором всех образов и персонажей является  Цугуми Ообе - японский писатель и сценарист, а также автор оригинала. Внешний вид и дизайн созданы художником Такэси Обатой.

## Главные герои

### Лайт Ягами
Лайт Ягами (夜神月, Ягами Райто) — главный герой аниме и манги «Тетрадь Смерти». Найдя в школьном дворе тетрадь смерти, он решает использовать её, чтобы избавить мир от преступников, но впоследствии начинает злоупотреблять своими возможностями. Его убийства были названы японцами «работой Киры».

### L
Эл Лоулайт, более известный как L (エル, Эру) — один из главных героев аниме и манги «Тетрадь смерти». Считается лучшим детективом мира, расследует дело серийного убийцы по прозвищу Кира.

### Миса Аманэ
Миса Аманэ (弥 海砂, Аманэ Миса) — фотомодель и сторонница Киры, которая в конечном итоге становится вторым Кирой. Получив тетрадь смерти, она ищет Киру, чтобы поблагодарить его за убийство человека, который напал на её семью, и предложить ему свою помощь. Купив глаза шинигами, Миса узнаёт, что личность Киры — это Ягами Лайт. После встречи с Лайтом она решает посвятить свою жизнь помощи ему и помочь узнать настоящее имя L.

### Ниа
Ниа, настоящее имя Нэйт Ривер (англ. Near, Nate River) — один из главных персонажей манги и аниме-сериала «Тетрадь смерти». Один из претендентов на место L, позже ставший его наследником.

### Мэлло
Михаэль Кэль (англ. Mihael Keehl) или просто Мэлло (англ. Mello) — персонаж «Тетради смерти», один из преемников L, участник расследования дела Киры. Как и остальные преемники L, вырос в Доме Вамми (приюте Ватари для одарённых детей) в Винчестере. После смерти L, который так и не успел определить наследника, Мэлло уступает это право Ниа и уходит из приюта. Через 4 года становится известно, что он присоединился к мафии и параллельно с Ниа ведёт поиск Киры.

## Группа расследования дела Киры

Члены группы в первом опенинге. Слева направо: Идэ, Моги, Ягами, Мацуда, Аидзава, Укита

### Соитиро Ягами
Соитиро Ягами (яп. 夜神 総一郎) — отец Лайта и Саю, муж Сатико Ягами. Заместитель начальника японской полиции 
Глава специального отдела по серийным и особо жестоким убийствам, а также член отряда по расследованию дела Киры. Его главной целью являлась поимка Киры. Не верит, что его сын может быть Кирой, но доверяет L и не спорит с ним. Когда Мэлло похищает его дочь Саю, то он практически без колбаний меняет её на Тетрадь смерти. Смертельно ранен в процессе операции по возвращению Тетради смерти, когда Мэлло взрывает базу мафии.
Умеет быстро принимать решение в критических ситуациях.
Любит свою семью и не любит преступность.
Соитиро был задуман как «честный офицер полиции с сильным чувством справедливости», чтобы читатель «испытывал жалость, следя за тем, через что должен пройти персонаж». Хотя Оба не хотел, чтобы Соитиро умер, он знал, что это неизбежно, так как, если бы Соитиро продолжал жить, то это помешало бы истории из-за слишком большого числа сюжетных линий. Автор не хотел, чтобы Лайт убил собственного отца, и потому придумал несчастный случай в качестве причины смерти Соитиро. Обата представлял Соитиро как «стереотипного детектива» и поэтому сохранил усы и очки, которые ранее добавил Оба. В ходе сюжета персонаж заметно теряет вес и сильно стареет, особенно во время добровольного заключения в камере. И Оба, и Обата считают Соитиро персонажем «с самой чистой душой». Оба отмечал, что Соитиро третий сильнейший персонаж в серии
В аниме его сейю Наоя Утида (яп. 内田直哉 Утида Наоя), в фильмах 2006 года актёр Такэси Кага (яп. 鹿賀丈史 Кага Такэси), в сериале 2015 года персонажа сыграл Ютака Мацусигэ.

### Тода Мацуда
Тода Мацуда (яп. 松田桃太 Мацуда То:та) —  самый молодой и неопытный полицейский в штабе расследования дела Киры. Все, включая L, склонны к недооценке сил Мацуды. Несмотря на это, Мацуда всегда готов рисковать своей жизнью ради следствия. Он хотел бы быть умным, расчётливым, спокойным, но вместо этого он шумный, рассеянный, наивный и всегда честный. Во время поиска Киры в корпорации «Ёцуба» был менеджером Аманэ Мисы. Он больше всех верил в то, что Лайт — не Кира и всегда стоял на его стороне, но когда раскрылось, что Лайт всё же является Кира, он ужасно расстроился. Когда Лайт попытался написать имя Ниа, Мацуда выстрелил Лайту в руку и таким образом спас жизнь Ниа. В гневе чуть не убил Лайта, но его остановили другие полицейские. Так же во второй части манги был влюблен в Саю, сестру Ягами Лайта.
Любит следовать тенденциям, не любит — излишне трудолюбивых людей.
Оба описывает Мацуду как очень простого парня, легко используемого в истории По словам Обе, привычка Мацуды руководствоваться своими эмоциями является вероятной причиной того, что он остаётся жив. Несмотря на то, что Мацуда работает над поимкой Киры, он признает, что не совсем уверен в злонамеренности действий Киры. Оба добавил персонажу эту черту, поскольку считал, что любая команда должна иметь как минимум одно человека, который поддерживал бы Киру, чтобы сбалансировать группу Обата писал, что Мацуду «сложно предсказать и поэтому сложно провести», а также рассказал, что первоначально Мацуда был создан как «средний молодой детектив», из-за чего персонаж не был уникальным, а его действия, по мнению Обаты, не согласовались между собой и были непоследовательными Обата описал Мацуду как единственного персонажа, который выглядит моложе во время сюжетной арки с Ниа и Мэлло.
В аниме его сейю Рё Найто (яп. 内藤玲 Найто Рё), в фильмах 2006 года его сыграл Сота Аояма (яп. 青山草太 Аояма Сота), в дораме 2015 года роль исполнил Гоки Маеда.

### Сюити Аидзава
Сюити Аидзава (яп. 相沢周市 Сю:ити Аидзава) — полицейский из отряда по расследованию дела Киры. Добропорядочный семьянин, любит свою жену, Эрико и дочку, Юми. Ради семьи отказывается уходить из полиции и помогать L. Хотя потом во время погони за Хигути очень помог штабу расследования, после чего присоединяется к штабу снова. После смерти L со временем начинает подозревать Лайта в том, что он — Кира и связывается с Ниа, соглашается сотрудничать с ним и рассказывает некоторые факты о расследовании. Как показано в специальном выпуске манги, события которого происходят через 3 года, Аидзава стал заместителем начальника японской полиции, то есть занял место погибшего Соитиро Ягами.
Любит свою дочь, не любит — людей, не воспринимающих вещи всерьёз.
Оба решил сделать Аидзаву заместителем начальника японской полиции, потому что не хотел создавать нового персонажа в последней главе, и потому, что он чувствовал, что Аидзава является лучшим кандидатом из-за его связей с полицией и Ниа.
Его сейю в аниме сериале 2007 года Кэйдзи Фудзивара (яп. 藤原啓治 Фудзивара Кэйдзи), в фильмах 2006 года роль исполнил  — Тацухито Окуда, в сериале 2015 года — Томохиса Юге.

### Кандзо Моги
Кандзо Моги (яп. 模木完造 Моги Кандзо) — полицейский из группы по расследованию дела Киры. Моги сначала следил за Лайтом, а позже за Мисой.
Любит готовить, не любит — использование своих профессиональных качеств.
Моги впервые был введён, чтобы просто «заполнить роль», хотя Оба позже планировал использовать для Моги «что-то действительно удивительное и неожиданное», так как Моги «молчун». Обата не считал его важным персонажем, поэтому дизайн Моги был не очень ясным. Пытаясь решить, кто станет новым руководителем отдела убийств в конце серии, Оба чувствовал, что Моги был слишком близок к Ниа, поэтому выбрал Айдзаву на эту роль.
Его сэйю в сериале — Кадзуя Накаи (яп. 中井和哉 Накаи Кадзуя), в фильме его сыграл актёр Син Симидзу (яп. 清水伸 Симидзу Син), а в сериале 2015 года — Дзиро Сато.

### Хидэки Идэ
Хидэки Идэ (яп. 伊出英基 Идэ Хидэки) — Полицейский, участник группы расследования под руководством L. Молчаливый и спокойный человек, который был одним из шести полицейских, рискнувших заниматься делом Киры, но повышенные меры безопасности показались ему проявлением недоверия со стороны великого детектива, и на встречу с ним не пошёл. Но после смерти L он вернулся в штаб расследований, хотя он утверждал, что только для того, чтобы работать с Айдзавой.
Любит литературу, не любит — комедии.
Оба сказал, что Идэ снова появился в повествовании, потому что он хотел использовать Идэ во время ареста Хигути. Согласно Обе, возвращение создаст «милую сцену солидарности», а использование большего числа персонажей сделает сцену ареста лучше. Обата заявил, что ему понравился Идэ, потому что он может понять мысли Идэ об уходе и воссоединения с командой. Обата заявил, что он считает, что легче рисовать персонажей, которые раскрывают мотивы своих действий.
В аниме 2007 года его озвучил Хидэо Исикава (яп. 石川英郎 Исикава Хидэо).

### Хирокадзу Укита
Хирокадзу Укита (яп. 宇喜田 Укита Хирокадзу) — молодой детектив группы расследования дела Киры. Отличался храбростью и порывистостью, много курил.
Любит — сигареты, не любит — ожидание.
Оба решил, что Укита умрёт, потому что он появился на Сакура-TV. Оба говорит, что он не выбрал Мацуду, потому что тот был «полезен» и что он планировал использовать Моги для «чего-то большего», поэтому он выбирал между Айзавой и Укитой. Обата находит, что Укиту легко рисовать, потому Укита является «эмоциональным и лёгким для понимания». Он не знал, что Укита должен умереть, так что был удивлён, узнав об этом..
Его сейю в аниме-сериале Хидэнобу Киути (яп. 木内秀信 Киути Хидэнобу), актёр в японских фильмах 2006 года Икудзи Накамура (яп. 中村育二 Накамура Икудзи), 

### Ватари
Ватари (англ. Watari), настоящее имя Куилш Вамми (англ. Quillsh Wammy) — правая рука, и верный слуга L, создатель приюта Вамми, изобретатель и миллионер. До того, как L раскрыл свою личность полицейским из японского штаба расследования, всегда ходил на заседания полиции, ФБР и Интерпола, сам представляя L. Прекрасный снайпер. Любит чай Эрл Грей и не любит грязные помещения.
Первоначально именем Ватари было «Тень», потому что он играл роль тени L, но редактор не одобрил это, предложив имя «Ватари», которое ссылается на его роль в качестве помощника. Команда дизайнеров решила вопрос о внешнем виде Ватари во время работы над второй главой. Обата не стал много думать о маскировке Ватари потому, что его лицо не появляется, но потом, в черновиках Ватари был изображён как пожилой человек с полосой волос на затылке. Обата решил оставить Ватари человеком в возрасте, потому что старых персонажей ему веселее рисовать, чем младших из-за «странных углов», которые могут быть созданы морщинами, в то время как младшие персонажи могут быть разделены на «привлекательных, нормальных, уродливых». Обате нравятся кожаные пальто, так что он нарядил Ватари в одно из таких. Ватари — третий любимый персонаж Обаты, потому что он любит персонажей постарше и что в Ватари «казалось, скрывается много способностей» и «есть глубина».
Его сейю в аниме сериале Киёси Кобаяси (яп. 小林清志 Кобаяси Киёси), в японских фильмах его сыграл Сюндзи Фудзимура (яп. 藤村俊二 Фудзимура Сюндзи), в дораме — Кадзуаки Занкаи.

## Соратники Киры

### Тэру Миками
Сторонник, а чуть позже — исполнитель воли Киры и владелец тетради смерти.

### Киёми Такада
В начале аниме и манги — однокурсница Лайта Ягами, с которой он встречался недолгое время. Затем — известная телеведущая, «голос Киры», любовница Лайта. Позже начала исполнять роль Киры.

## Боги смерти

### Рюк
Бог Смерти. Он уронил тетрадь в мир людей, потому что ему стало скучно в мире богов смерти. С тех пор как Лайт Ягами нашёл тетрадь смерти, Рюк всегда следует за ним. Бог смерти любит есть яблоки из человеческого мира, которые действуют на него как наркотики.

### Рэм
Бог Смерти. Была свидетельницей того, как Джелоус принёс себя в жертву ради Мисы Аманэ. Решила отдать Мисе тетрадь погибшего синигами и сопровождать её. Погибла, вписав в тетрадь смерти имена L и Ватари, чем продлила жизнь человеку (Мисе).

### Сидо
Бог смерти. Спустился в мир людей, чтобы вернуть тетрадь смерти, которую Рюк забрал у него. Рюк признаёт, что Сидо туповат.

## Второстепенные персонажи

### Семья Ягами
Художник Такэси Обата заявляет, что он часто сталкивается с трудностями в изображении женских персонажей неглавной сюжетной линии.. Цугуми Оба считает Саю и её мать двумя чистейшими персонажами в манге, и о том, что он не мог „причинить никакого зла только этим двум из всех“. И создатели добавили, что они считают семью Ягами самыми несчастными героями произведения. Оба заявил, что он почувствовал симпатию к Саю и её матери.
В Death Note: How to Read Оба высказывает мысль, что кто-то из группы расследования сказали им, что Лайт погиб, пытаясь остановить Киру.

#### Саю Ягами
Саю Ягами (яп. 夜神粧裕 Ягами Саю) — младшая сестра Лайта. Ученица средней школы Эйсю второго курса. Типичная девушка-подросток, поп-идолы ей куда интереснее, чем расследование дела Киры. В отличие от всегда спокойного и уравновешенного Лайта, очень бойкая и непоседливая. Братом искренне восхищается. Поклонница Мисы и знаменитого актёра Рюго Хидэки. Во втором сезоне была похищена Мэлло. После похищения Саю произошёл нервный срыв, она замкнулась в себе и перестала реагировать на окружающий мир. Любит поп-идолов (в школе) / обувь (университет), не любит трудные задания / алкоголь.
Её в аниме озвучивает Харука Кудо (яп. 工藤晴香 Кудо Харука), в фильмах играет Хикари Мицусима (яп. 満島ひかり Мицусима Хикари), а в сериале — Рейко Фудживара.

#### Сатико Ягами
Сатико Ягами (яп. 夜神幸子 Ягами Сатико) — мать Ягами Саю и Лайта, жена Соитиро. Самая обычная любящая мать. Беспокоится о муже, интересуется успехами в учёбе сына и дочери. Преданная мужу, несмотря на его опасную работу, задержки на работе и постоянные отлучки из дома, поддерживает Соитиро даже после того, как их дочь похитили и грозили убить из-за его работы по поимке Киры. Любит телевизионные сериалы, не любит продавцов.
Её сейю в сериале Ай Сато (яп. さとう あい Сато Ай), актриса в японских фильмах Митико Годай (яп.  Годай Митико).

### Компания „Ёцуба“
Рэм, по поручению Лайта, нашла нового хозяина Тетради смерти в крупной компании „Ёцуба“. После этого, по инициативе нового Киры, несколько высокопоставленных менеджеров компании стали регулярно собираться и обсуждать, кого нужно убить для улучшения их бизнеса. Они понимали, что один из них Кира или имеет связь с ним, но не знали, кто именно. Вскоре после того, как Лайт Ягами снова стал владельцем тетради, он убил всех оставшихся членов этих собраний.

Слева направо, верхний ряд: Намикава, Хатори, Хигути, Мидо. Нижний ряд: Оои, Кида, Симура, Такахаси

Оба сказал, что у него был план, как Лайт снова станет Кирой, поэтому специфические детали определённых членов группы Ёцубы не имели значения; Оба хотел, что бы читатели угадали, какой из этих персонажей является новым Кирой. Увидев работы Обаты, писатель выбрал Хигути на роль Киры. Оба сказал, что хотел, чтобы Мидо казался самым подозрительным в группе. Оба добавил, что создал основные черты персонажей во время ужина с редактором. Он считает, что не думал над ними много, но включил большое количество информации, которая служила бы отвлекающим манёвром для читателей.
Обата заявил, что был возбужден, когда узнал, что ему придётся создать восемь образов Киры. Обата заявил, что создавал персонажей основываясь, на семи самураях из одноимённого фильма, в частности давая каждому члену группы его особенную внешность. Обата заявил, что рисовал Мидо и Намикаву подозрительными, чтобы читатели поначалу считали, что Кира кто-то из них.

#### Кёскэ Хигути
Третий Кира — получил тетрадь от Рэм, после того, как Миса в первый раз от неё отказалась. С помощью тетради убивал руководство компаний конкурентов. Планировал жениться на Мисе ради её глаз бога смерти, после чего был убит.

#### Рэйдзи Намикава
Рэйдзи Намикава (яп. 奈南川 零司 Намикава Рэйдзи) — самый молодой член тайных заседаний в «Ёцубе», Руководитель отдела продаж компании «Ёцуба». Обладает высоким интеллектом, способностью влиять на людей и совершенно беспристрастным лицом.
Сначала поощрял деятельность Киры в компании. Но потом, начинает считать, что фирма достигнет успеха и без убийств Киры. Лайт, считая, что Намикава наименее всех похож на Киру, звонит ему и просит, чтобы тот отсрочил смерти, запланированные тайным комитетом. Вместе с Симурой и Мидо вычислил, что только Хигути может быть Кирой. После чего, по просьбе L, помог группе расследования в поимке Хигути, позвонив ему по поводу передачи, которой раскрывается личность Киры. Спустя 5 месяцев Лайт устранил его, также как и остальных членов группы «Ёцубы» — с помощью сердечных приступов. В полнометражной режиссёрской версии аниме «Тетрадь Смерти Перепись: Глазами Бога» он погибает в автомобильной аварии.
Сын начальника американского филиала «Ёцуба» и шесть лет прожил в США. Выпускник экономического факультета Гарвардского университета.
Профессиональный игрок в сёги и имеет четвёртый дан по ним. Любит шахматы и не любит бесполезных подчинённых.
Сейю в аниме-сериале Хирофуми Нодзима (яп. 野島裕史 Нодзима Хирофуми).

#### Синго Мидо
Синго Мидо (яп. 堂 芯吾 Синго Мидо) — вице-директор департамента экономической стратегии и директор по экономическим вопросам корпорации «Ёцуба» и член тайных собраний сотрудников.
Очень умный и рассудительный. Миса признаёт, что он похож на Лайта.
Вместе с Намикавой часто рассуждали над необходимыми вопросами и делали необходимые выводы, чем очень помогали тайному комитету. Также как Намикава и Симура был недоволен действиями Киры потому, что и без убийств конкурентов могли стать успешными бизнесменами. Спустя 5 месяцев его убивает Лайт вместе с другими пятью оставшимися членами тайных заседаний «Ёцубы». В полнометражной режиссёрской версии аниме «Тетрадь Смерти Перепись: Глазами Бога» он умирает от падения с небоскрёба.
Выпускник юридического факультета Тоуоу. Его отец, Эйго Мидо — член Палаты советников, верхней палаты японского парламента.
Любит фехтование и не любит финансовый мир.
В аниме сериале его сейю — Эйдзи Ханава (яп. 花輪英司 Ханава Эйдзи).

#### Араёси Хатори
Араёси Хатори (яп. 葉鳥 新義 Хатори Араёси) —  глава отдела рекламы и планирования компании «Ёцуба» и участник тайных встреч.
Испугавшись правосудия хотел покинуть тайный комитет и был убит Ёцуба-Кирой на следующий день.
В «How to Read 13» описано, что он испытывает давления от тайных встреч.
Хатори — незаконный сын президента компании и использует этот факт для продвижения по службе.
Закончил литературный факультет Футацубаси. Женат, есть дети. Любит гончарные изделия и не любит овощи.
Его сейю в аниме-сериале Юкитоси Токумото (яп. 徳本恭敏 Токумото Юкитоси).

#### Такэси Оои
Такэси Оои (яп. 尾々井 剛 Такэси Оои) — глава отделения телевизионных систем в корпорации «Ёцуба» и самый старший член тайных заседаний, председателем которых является. Часто руководит остальными участниками. Молчаливый, всегда спокойный. Ненавидит крупные мероприятия и никогда не соглашается идти на вечеринки, хотя во время прихода Мисы тоже был на той вечеринке. Также как и остальные убит Лайтом.
«How to Read 13» описывает его как «крутого парня, которого не волнуют детали».
Окончил юридический факультет Васёги. Холост. Его отец служит в Министерстве Обороны.
Любит модели оружия и не любит пчелиные гнёзда.
Его сейю в аниме Киёюки Янада (яп. 梁田清之 Янада Киёюки).

#### Масахико Кида
Масахико Кида (яп. 樹多 正彦 Масахико Кида) —  Управляющий отдела информационных ресурсов компании «Ёцуба», 
Кида управляет финансами тайного комитета. Он нанял по решению тайных собраний Эральда Койла (на самом деле, псевдоним L, под которым выступил Айбер) для поисков L. Запаниковал, когда Койл вышел на него.
Закончил технологический факультет Тоо. Начал работу в корпорации «Ёцуба» в 1994. Женат. Родители — профессора в области биологии. Хобби — собирать очки.
«How to Read 13» описывает его как «холодного и собранного», но не готового к неожиданностям. Любит спектакли и не любит контактные линзы.
Его сейю в аниме-сериале Масаки Аидзава (яп. 相沢正輝 Аидзава Масаки).

#### Хидэ Симура
Хидэ Симура (яп. 紙村 英 Симура Хидэ) — глава отдела персонала корпорации «Ёцуба» и участник секретных заседаний.
Наблюдательность Симуры позволила ему присоединяться к тайным встречам. Всегда очень подозрителен. Ему не нравятся действия Киры и поэтому он приходит к Мидо, считая, что он не Кира. Потом они зовут Намикаву, и убеждаются, что каждый считает Кирой Хигути. Соглашается сотрудничать с L. Спустя 5 месяцев убит Лайтом также как и остальные. В полнометражной режиссёрской версии аниме «Тетрадь Смерти Перепись: Глазами Бога» он под действием тетради встаёт на железнодорожных путях и его сбивает поезд.
В школе играл в национальной сборной по регби. Выпускник юридического факультета Кёдо.
Дополнение к манге «How to Read 13» описывает его как «параноидального» и всегда «пристально следящим за другими». Любит регби и не любит азартные игры.
Его сейю в аниме-сериале Хироюки Ёко (яп. 横尾博之 Ёко Хироюки).

#### Эйити Такахаси
Эйити Такахаси (яп. 鷹橋 鋭 Эйити Такахаси) — Руководитель материального подразделения планирования и директор «Ёцуба» по общим вопросам и участник тайных встреч.
Входит в Совет директоров корпорации. Закончил торговый факультет Кэйё. Остальные участники тайных заседаний «Ёцуба» считают его глупым, но полезным для Киры.
У него есть жена и дети. Его сын директор компании «Файненшел Таймс».
Любит сёрфинг и не любит когда над ним смеются.
Ринтару Ниси (яп. 西 凜太朗  Ниси Ринтару) выступил как его сейю в аниме сериале.

### Помощники L
У L есть двое помощников, с прозвищами Айбер и Уэди, которые несмотря на то, что являются преступниками, помогают детективу в его расследованиях, взамен того, что сыщик их не арестовывает.
Оба сказал, что создал их, чтобы использовать персонажей с «особыми способностями» для продвижения сюжетной линии. Обата считает, что если он бы заставил их выглядеть немного более оригинальными, то Оба мог бы дать персонажам более важную роль в сюжете.

#### Айбер
Айбер (Тьери Морелло) (яп. アイバー, ティエリ・モレロ Аиба: (Тиери Морэро)), (англ.  Aiber (Tierry Morrello)) — мошенник, аферист, помощник L. Великолепный психолог, может войти в доверие любому человеку. При расследования дела компании «Ёцубы» оказал большую поддержку, играя роль Эральда Койла (одно из альтер эго L) перед членами правления «Ёцубы». После смерти L Лайт устранил Айбера с помощью тетради смерти.
Любит аргументы, и не любит оружие.
Оба сказал, что Айбера «сделал кое-что». По словам Обаты, его редактор сказал ему, что у Айбера должен был «саркастический, комический» вид. Обата заявил, что хотел бы, что бы он мог сделать Айбера быть «более комедийным».
Сэйю — Такуя Киримото (яп. 桐本琢也 Киримото Такуя)

#### Уэди
Уэди (Мэри Кенвуд) (яп. メリー・ケンウッド Уэдди, (Мэри Кэнуддо)), (англ. Wedy (Merrie Kenwood)) — помощница L, с которой он множество раз работал. Опытная взломщица систем безопасности, легко обезвреживает камеры и приборы слежения.
L использовал её навыки, чтобы следить за членами тайного комитета компании «Ёцуба», что помогло выйти на Киру. После смерти L Лайт убил её, подстроив аварию на мотоцикле с помощью Тетради смерти.
Любит мотоциклы и не любит полицейских.
Оба сказал, что Уэди была создана для продвижения сюжетной линии через персонажей с особыми навыками. Оба сказал, что хотел использовать Уэди в большей степени, чем Айбера. В качестве примера он объяснил сценарий, в котором Лайт берёт Уэди под контроль и заставляет её поставить скрытые камеры в штаб-квартире расследования, для того, чтобы Миса увидела лицо L и таким образом узнала его имя. По словам Обаты, он изобразил Уэди как женщину-модель, так как не знал, каким персонажем она будет. Обата добавил, что Уэди имеет «стереотипный вид женщины-шпиона».
Её сейю в аниме-сериале Мики Нагасава (яп. 長沢美樹 Нагасава Мики).

### СПК
СПК, или Союз Против Киры (англ. SPK, Special Provision for Kira) — это независимая группа людей, сформированная Ниа при поддержке правительства США для расследования дела Киры. Членами СПК были лучшие агенты ЦРУ и ФБР. СПК действует во второй части манги (62-108 главы) и в аниме (27-37 эпизоды)
Оба сказал, что когда разрабатывал сюжет о СПК, описывал персонажей лишь общими характеристиками, как «Коммандер» или «шпион», остальные детали он предоставил разрабатывать Обате. Оба заявил, что считает, что погибшие члены СПК умерли как герои.
Обата сказал, что он рисовал СПК «не задумываясь». Обата знал, что Мэлло отправил шпиона в СПК, так что он попытался сделать так, чтобы все члены СПК выглядели подозрительно. Также он должен был работать над всеми персонажами потому, что он не знал, кто выживет. Обата считает, что плохо рисует иностранных персонажей.

#### Энтони Лестер
Энтони Лестер (яп. アンソ二一 レスタ一), настоящее имя Энтони Картер (англ. Anthony Carter) — агент ФБР, член СПК № 2 и лидер операций. Повсюду следует за Ниа, за исключением чрезвычайных ситуаций. Ниа доверяет Лестеру, и иногда открывает часть информации только ему. В «How to Read» рассказывается, что его тихая личность и физические возможности были полезны СПК. Также там говорится, что Лестер намного ниже Ниа по интеллектуальным способностям.
В «Post Series — One Shot» показано, что он все ещё продолжает сотрудничать с Ниа.
Любит рифмы и не любит осуждённых.
В аниме его озвучил Мадзаки Айдзава (яп. 相沢正輝 Мадзаки Аидзава).

#### Стефан Джованни
Стефан Джованни (яп. ステワアン ヅエバン二), настоящее имя Стефан Лауд (англ. Stephen Loud) — Агент ФБР и член СПК. Остался в живых после массового убийства людей, работающих в этой организации. Он играл важную роль в планах Ниа, так как следил за Миками и изучил его привычки, что помогло ему заполучить его Тетрадь смерти, после чего подделать её всего за одну ночь, что дало возможность доказать вину первого Киры — Ягами Лайта.
В «Post Series — One Shot» показан вместе с Рестором и Лиднер, они продолжают работать с Ниа, который стал новым L.
Умеет превосходно проводить слежку и взламывать замки. Любит мастерить корабли в бутылках, не любит высокомерных начальников.
Оба описывает его как «даровитого малого», который получил приглашение в команду Ниа за его уникальные навыки.
В аниме сериале его озвучил Хироки Такахаси (яп. 高橋広樹 Такахаси Хироки).

#### Халле Лиднер
Халле Лиднер (яп. ハル リドナ一), (англ. Halle Lidner) настоящее имя Халле Баллок (англ. Halle Bullook) — агент ЦРУ и единственный член СПК женского пола. Её цель — отомстить за своего родственника, который был убит Хигути, когда тот был Кирой. Она помогала Ниа, но также и снабжала Мэлло информацией о ходе расследования. Нанялась телохранителем к Такаде, чтобы следить за ней.
В «Post Series — One Shot» она продолжает работать с Ниа и пытается уговорить его заняться делом нового Киры.
Оба говорит, что у неё «сильное ядро» и что она присоединилась к СПК из-за желания отомстить за своего знакомого, убитого Хигути.
Любит — джакузи, не любит — насекомых.
Её сейю в аниме Акэно Ватанабэ (яп. 渡辺明乃 Ватанабэ Акэно).
В дораме 2015 года появляется персонаж Сёко Химура, частично основанная на Халле Лиднер, в частности Химура лишь псевдоним, а настоящее имя как раз Халле Лиднер. Она бывший агент ФБР, которая помогает Ниа и частично берёт сюжетную роль Мэлло. В этой роли Мегуми Секи.

#### Другие детективы
Джон Маккенло (англ. John McEnloe), настоящее имя — Лекстор Хендерсон (англ. Lextor Henderson)) — детектив СПК (ранее агент ФБР), также охарактеризован N как «отличный пилот». После похищения мафией директора японской полиции пришёл к заместителю директора, Соитиро Ягами, чтобы обсудить с ним условия сотрудничества, подразумевавшие передачу Тетради смерти, находящейся в руках японской штаб-квартиры расследования, в руки США, что ему не удалось, но зато договорился о сотрудничестве японской полиции и СПК против мафии. Позже он эвакуирует из пустыни Соитиро и его дочь после сделки с мафией. Сбежал из СПК после массового убийства членов группы.
Сэйю в аниме: Хадзимэ Коянаги (яп.  Коянаги Хадзимэ)
Илл Рэтт (англ. Ill Ratt), настоящее имя — Карл Дарлингбин (англ. Carl Darlingbin) — член СПК, в манге также шпион Мэлло с кодовым именем Y320, поставляющий тому информацию из штаба организации. Однако это не спасло его от гибели — Мелло ликвидировал его в числе прочих. В отличие от большинства других детективов СПК, Илл не погиб от сердечного приступа, а совершил самоубийство под воздействием тетради, выстрелив себе в голову из пистолета на глазах у немногих выживших.
Во втором полнометражном аниме-фильме Death Note Rewrite 2: L’s Successors он не покончил жизнь самоубийством, а был убит Халле Лиднер, когда пытался застрелить Ниа под действием Тетради смерти.
Элликсон Гарднер (англ. Ellickson Guardner), настоящее имя — Элликсон Томас (англ. Ellickson Thomas) — один из членов СПК, почти не появлявшийся в кадре и убитый Мэлло с помощью тетради (сердечный приступ).
Во втором полнометражном аниме-фильме Death Note Rewrite 2: L’s Successors' также показаны ещё несколько погибших членов СПК:
- Дарил Мокри (англ. Daril Mocry)
- Джон Скайнер (англ. John Skyner)
- Адольф Такер (англ. Adolf Tucker)
- Курт Макбрайд (англ. Kurt McBride)
- Эллиот Шмидт (англ. Elliot Schmidt)

### Мафия

#### Род Росс
Род Росс (яп. ロツド ロス),(англ.  Rod Ross) настоящее имя Дуайт Годон (яп. ドワイト・ゴードン, англ. Dwhite Godon) —глава мафиозной группировки из Лос-Анджелеса. Очень жестокий человек.
Любит шампанское и не любит футбол.
Отвечая на вопрос интервьюера, кто самый злой персонаж в «Тетради смерти», Оба ответил, что это Росс. Оба добавил, что Росс «чертовски злой», именно поэтому он и лидер мафии.
В «Death Note: How to Read» имя персонажа записано как Дуайт Годон (яп. ドワイト・ゴードン, англ. Dwhite Godon), а его псевдоним как Род Росс (ロッド・ロス, Rod Ross).
В фильме L: Change the WorLd он упомянут как лидер преступного синдиката по торговле оружием.
В аниме 2007 года его сейю Аидзава Мадзаки (яп. 相沢正輝 Мадзаки Аидзава).

#### Джек Нейлон
Джек Нейлон (яп. ジヤツク ネイロン), 
(англ. Jack Neylon), Кал Снайдер (англ. Kal Snyder) — Один из членов банды Росса, трусливый человек, под давлением своего босса стал владельцем Тетради смерти и взамен половины своего жизненного срока получил у Сидо глаза бога смерти. Из-за этого его смогла опознать Миса потому, что не видела продолжительность его жизни, а такое может быть только у владельцев тетради. После этого Лайт стал его контролировать, заставив выдать убежище мафии. После 23 трёх дней умирает от сердечного приступа. Любит брюнеток, не любит Мэлло.
В аниме о сделке Нейлона на глаза бога смерти не упоминается.
В аниме его сейю Такаси Мацуяма (яп. 松山鷹志 Мацуяма Такаси).

#### Другие мафиози
- Зак Ириус (англ. Zakk Irius) — встретился с Соитиро Ягами в аэропорту Токио и сопровождал его в течение рейса. Был убит через запись в Тетради смерти по приказу Росса, что бы устранить ниточки, позволяющие выйти на банду.
- Y462 (настоящее имя неизвестно) — бандит, который обменял Саю Ягами на Тетрадь смерти. Он убил Миллера в качестве проверки подлинности тетради, а затем Зака Ириуса и капитана самолёта, чтобы замести следы. Росс обещал, что если Y462 удастся обмен с тетрадью, то Росс забудет о прошлых неудачах Y462. После того, как Y462 поместил Тетрадь смерти в ракету, а сам сбежал на вертолёте, Росс взорвал вертолёт, чтобы убить Y462 и устранить последнее звено в цепи.
- Эндрю Миллер (англ. Andrew Miller) — член банды, который был использован в качестве проверки подлинности Тетради смерти. Y462 убил его по приказу Росса, так как Миллер воровал наркотики мафии.
- Рашаль Бид (Настоящее имя — Аль Мим; англ. Rushuall Bid), (Al Meem) и Гурен Хэнгфриз (Настоящее имя Ральф Бей; англ. Gurren Hangfreeze), (Ralph Bay) — ветераны банды, которые были убиты Мисой с помощью Тетради смерти до начала полицейского штурма.
- Хосе (англ. Hose, яп. ホセ ) — не был убит записью с помощью Тетради смерти, так как о нём не было известно. Во время штурма притворился мёртвым, а потом выстрелил Соитиро Ягами в спину, смертельно его ранив. Был убит остальными полицейскими.
- Рой (англ. Roy, яп. ロイ) и Скайер (англ. Skyer) — не были убиты как другие мафиози. Пытаются унести Тетрадь смерти по приказу Мэлло, но японские полицейские их арестовывают. Погибают при подрыве здания Мэлло.

### ФБР

#### Рей Пенбер
Один из 12 агентов, по заданию L, посланных в Японию для проверки сотрудников японской полиции и членов их семей. Следил за членами семей заместителя директора Китамуры и главы департамента Ягами. Но его слежку заметил Рюк и рассказал Лайту. И в день, когда он уже решил передать отчёт о том, что Лайт не вызывает подозрительности, был вынужден показать Лайту значок агента ФБР потому, что автобус захватил преступник (контролировавшийся Кирой). После этого Лайт, узнавший его имя, смог контролировать его. В назначенное (написанное в Тетради смерти) время Рей Пенбер пришёл в метро, где Лайт заставил его написать на листках из Тетради имена всех агентов ФБР, работающих в Японии над делом Киры. Рей Пенбер умер от сердечного приступа, выйдя из вагона метро.
Любит Наоми Мисору, не любит сверхурочную работу.
В фильме его звали Рей Ивамацу.
Оба сказал, что в начале он думал об идее, что ФБР будет ловить Лайта, и поэтому он создал Рея, чтобы заполнить эту часть сюжета.
Обата заявил, что Рей был смешанного американско-японского происхождения, и Обата «боролся за свой вариант», так как он старался сделать так, чтобы Пенбер выглядел не по-японски. Обата заявил, что хотел бы, чтобы он мог «сделать его немного лучше».

#### Наоми Мисора
Невеста Рея Пенбера. После его смерти стала вести расследование и вскоре выяснила, что Кира может убивать не только с помощью сердечных приступов. Она знала, что Рей Пенбер попал в захваченный автобус и был вынужден показать своё удостоверение. Достаточно было выяснить, за кем именно следил Рей в тот день. Хотела сообщить об этом в группу расследования, но, по случайности, там никого не было. В полицейском участке, она встретилась с Лайтом, которому удалось вытянуть из неё всю информацию, что она успела выяснить и даже хитростью узнать её настоящее имя. После чего Лайт записал её имя в тетрадь, с описанием, что она должна совершить самоубийство так, чтобы её тело не нашли. Об исчезновении Мисоры узнал L, из-за чего он обратил внимание на Рея Пенбера и на тех, за кем он следил, после чего L стал подозревать Лайта.
Несколько лет назад она была агентом ФБР и даже работала под руководством L над делом серийного убийцы ВВ в Лос-Анджелесе, в котором отлично себя показала. Эти события описаны в романе-приквеле Death Note Another Note: The Los Angeles BB Murder Cases).
По данным из книги «Death note: Another note», владеет боевым искусством капоэйрой. Любит кожаную одежду и не любит преследователей.
В фильме «Тетрадь смерти» роль Мисоры Наоми несколько иная. Она сразу твёрдо убеждена, что Лайт — Кира. Она делает всё, чтобы доказать это. Но Лайт выясняет её настоящее имя из церковной книги о бракосочетаниях и делает так, что Мисора убивает вначале его девушку, а затем заканчивает жизнь самоубийством на глазах у штаба расследования.
Персонаж Наоми был первоначально предназначен, чтобы иметь более важную роль в сюжетной линии, которая включала расследование возможных подозреваемых в деле Киры и взаимодействие со своим женихом. Однако, как только персонаж Рея Пенбера был убит, Цугуми Оба посчитал, что поиск Киры Наоми будет «естественным и интересным событием» в сюжете. В составе персонажей в то время только Саю была единственным заметным персонажем женского пола. С добавлением Наоми, Оба наконец-то смог получить «крутого» женского персонажа, которого он всегда хотел. Он первоначально запланировал Наоми долгую историю, но с недооцёнными дедуктивными способностями. Потому что она была в состоянии раскрыть важную информацию сюжета «быстрее, чем … мысли». Оба решил закончить с её персонажем рано, чтобы избежать осложнений с историей развития в дальнейшем. Он описал сюжетную линию с Наоми как наиболее трудную с самого начала серии. По словам художника Такеси Обаты, услышав о сюжетной линии, он выразил надежду на этого персонажа, поскольку это был первый раз, когда он разрабатывал такого персонажа, как Наоми. Использовав чёрный цвет, чтобы передать траур по её жениху, он дал Наоми кожаную куртку, а затем разработал её лицо и волосы, которые бы соответствовали её одежде. Из-за этого Обата утверждает, что Наоми была по существу «рождена из её одежды»..
В фильме роль Мисоры исполнила Асака Сето. Актриса заявила, что она пыталась придать Наоми «поразительный дух», имея в виду упорство персонажа и попытку разоблачить Киру.
В дораме 2015 года появляется персонаж Сёко Химура, частично основанная на Наоми. Она также является бывшим агентом КГБ, которая ранее работала с L. Её имя «Сёко» основано на псевдониме Наоми, но пишется другими кандзи.

#### Другие
- Стив Мэйсон (англ. Steeve Maison) — директор ФБР. Сначала появляется, когда по просьбе L, посылает агентов в Японии для слежки за полицией. После их смертей сообщает детективу о прекращении расследования дела Киры со стороны ФБР. Потом он помогает Ниа открыть СПК, представив его президенту США. Убит Мэлло с помощью Тетради смерти.

- Хэлли Белл,Лайн Запак, Арай Виквуд, Ал Фундерем, Фредди Гунтар, Ник Стаек, Бесс Секлет, Фрайд Копен, Тур Денто, Гурела Севенстер, Никола Насберг — агенты ФБР, посланные Стивом Мэйсоном в Японию по просьбе L, чтобы следить за полицейскими, работающими по делу Киры. Под шантажом Лайта Рей Пенбер записал их имена в листы из Тетради смерти, тем самым убив их.

### Дом Вамми

#### Мэтт
Мэтт — единственный помощник Мэлло после уничтожения лос-анджелесской мафии. Также как Ниа и Мэлло является воспитанником приюта Вамми, где был третьим умнейшим гением из приюта, но не был выбран L как кандидат на роль наследника. После того, как сбежал Мэлло, сбежал сам. Спустя четыре года Мэтт смог найти Мэлло, Мэтт стал всеми силами помогать Мэлло в расследовании. По указанию Мэлло следил за Мисой, позже также и за Айзавой и Моги. Погибает от рук охранников Такады, которых он отвлекал, пока Мэлло похищал саму телеведущую. После его смерти Мэлло выражает жалость, что его другу пришлось умереть. Позже в манге сообщается, что личность Мэтта японским властям не удалось узнать, а охранники были вынуждены застрелить его из-за его опасного поведения.
Появляется в воспоминаниях Ниа в «Post series — One Shot» среди детей слушающих L через компьютер.
Основные черты Мэтта — умение обращаться с любой техникой, хакерство и быстрая езда на автомобиле. Кроме того, он просто жить не может без видеоигр и сигарет, свой последний вздох он тратит на затяжку сигареты..
Любит видеоигры, не любит открытое пространство.
Оба сказал, что он создал Мэтта, потому что когда Мэлло начал действовать в одиночку ему показалось, что у него будут трудности в развитии сюжета, если у Мэлло не будет персонажа для взаимодействия с ним. Оба сказал, что для читателя может показаться, что Мэтт только играет в видеоигры и больше ничего не делает, но существование Мэтта было важным в этой истории.. На вопрос, какие персонажи были самые трудные для создания, Оба ответил, что Мэтт и сказал: «Я даже не знаю, каким человеком он был!»
Обата заявил, что он не получил предварительное уведомление о Мэтте, который имел концепцию как «молодой человек, который любит игры и на самом деле не слишком заботится о мире». Обата заявил, что помнит, как смотрел на эскизы и спрашивал редактора «Кто этот персонаж?!». Эскизы дали Мэтту стрижку под горшок и очки; Обата обратил внимание «вот, что мне нравится». Обата добавил, что он должен был «создать Мэтта естественным», так как он «вероятно, будет не слишком» умным на фоне таких персонажей, как Ниа и Мэлло.
Мэтт заработал огромную популярность среди фанатов.

#### Роджер Рувье
Близкий друг Куилша Вамми (Ватари), ставший директором Дома Вамми, когда тот отправился вместе с L в Японию расследовать дело Киры. После смерти L и Ватари получил сообщение, что L мёртв. Передал Ниа и Мэлло, что они были претендентами на роль наследника детектива, но тот не успел сделать свой выбор. Передаёт им данные, собранные в ходе расследования дела Киры. Пытался уговорить Мэлло и Ниа работать вместе ради поимки убийцы их предшественника, но Мэлло отказался и ушёл из приюта. Позже, когда Ниа стал новым L, Роджер стал его помощником как Ватари. Любит компанию насекомых, не любит детей.

#### Другие воспитанники
Многие из сирот показаны в манге (в главе 59 и «Post Series — One shot») и аниме. Почти ни о ком из них ничего не известно. Они воспитывались, чтобы стать преемниками L, если он умрёт. Никто из них не видел его лица, и лишь один раз говорили с ним через компьютер. Их настоящие имена неизвестны, вместо них они пользуются псевдонимами.
- Линда англ. Linda — воспитанница того же Дома Вамми, что и Ниа, Мэлло, Мэтт. В манге показана один раз, когда зовёт Ниа на улице поиграть с остальными. Повзрослев, стала известной художницей. По просьбе Айдзавы и Моги нарисовала портреты юных Ниа и Мэлло, которые помогли Лайту в его планах.

### Хитоси Дэмэгава
Директор телеканала «Сакура-TV», считал себя доверенным лицом Киры. Был убит Миками Тэру после того, как стал не нужен, «перешёл границы», самовольно стал выпрашивать деньги у людей по телевидению на строительство Дворца Киры. В фильме его зовут Юдзи Дэмэгава. Любит деньги и не любит слова.

## Другие персонажи

### Японская полиция
- Канъити Такимура (яп.  Такимура Канъити) — директор японской полиции, был похищен Мэлло ради выкупа в виде Тетради смерти и убит Первым Кирой из-за опасений, что тот сообщит какие-то сведения о тетради.
- Корэёси Китамура (яп.  Китамура Корэёси) — заместителя директора полиции Японии и начальник Соитиро Ягами. Сообщает, что полиция прекращает поиски Киры из-за угроз того начать убивать политиков. В «How to read» написано, что «он не плохой парень»[12]
- Ямамото (яп. 山本) — одноклассник Лайта в старшей школе. В это время поддерживал действия Киры. Как показано в Post series — One Shot, стал полицейским и работает вместе с детективами из команды по расследованию дела Киры. С трудом верит в реальность Тетради смерти и синигами, пока не появляется C-Kira. Судя по всему, дружен с Мацудой, с которым он выпивает иногда после работы.

### Правительство США
Дэвид Хуп (англ. David Hoope) — президент США. Мэлло шантажировал его, чтобы тот поставлял данные по СПК. Обратился к L, которым на тот момент был Лайт, за помощью. Предоставил L отряд наёмников для ликвидации Мэлло. Покончил жизнь самоубийством после провала операции, думая, что Мэлло сможет использовать с его помощью ядерное оружие. В аниме не присутствует, его роль выполняет Сайрус.
В «How to Read» написано, что скорее всего, его устранил Кира.
В рецензии на AnimeNewsNetwork отмечено, что такой образ слабого президента призван показать, что никто кроме L или его преемников не может бороться с КиройTheron Martin. Death Note DVD 7 (англ.). AnimeNewsNetwork (9 февраля 2009). Дата обращения: 22 апреля 2012..
Джордж Сайрус (англ. George Sairas) — вице президент США. После смерти Хупа стал президентом. От лица США капитулировал перед Кирой. Передал Кире секретную информацию о СПК. В аниме сразу показан президентом и играет роль Хупа.
Во втором полнометражном аниме-фильме Death Note Rewrite 2: L’s Successors сюжетная линия о мафии отсутствует и его шантажировал Лайт, передавший полученную информацию Такаде и Миками, которые уничтожили СПК.
В «How to Read» описан как безвольный человек, которому явно не хватает лидерских качеств.
Сэйю — Аруно Тахара
Исак Гасанэ (англ. Isak Gathane) — глава спецотряда тайных операций с Ближнего Востока. По заданию президента пытался силами своей команды захватить Мэлло, но во время операции бог смерти Сидо начал срывать с солдат шлемы, после чего Кэл Снайдер сообщал имена своему боссу Гордону, а тот записывал их в Тетрадь смерти. Не появляется в аниме из-за того, что эти события исключены из сюжета.

### Жертвы Киры
Куро Отохарада (яп. 音原田 九郎 Отохарада Куро) — первая жертва Киры. Захватил заложников в детском саду. Лайт ещё не верил в то, что тетрадь настоящая, и проверил её действие на нём.
Такуо Сибуимару (яп. 渋井丸 拓男 Сибуимару Такуо), по прозвищу Сибутаку (яп.  シブタク) — вторая жертва Киры. Хулиган и член байкерской субкультуры босодзоку. Приставал к прохожей, Лайт заметил это и попробовал указать в качестве причины смерти несчастный случай. Такуо сбил грузовик.
Сейю в аниме: Томохиро Нисимура (яп. 西村朋紘 Нисимура Томохиро)
Киитиро Осорэда (яп. 恐田 奇一郎  Осорэда Киитиро) — преступник, которого использовал Кира, чтобы узнать имя Рея Пенбера.
Сейю в аниме: Кацухиса Хоки (яп. 宝亀克寿 Хоки Кацухиса)
Линд Л. Тэйлор (яп. リンド・L・テイラー) (англ. Lind L. Tailor) — преступник, приговорённый к смертной казни. Он сыграл роль L, обратившись к Кире по телевидению, и был убит Лайтом.
Сейю в аниме: Юкитоси Токумото (яп. 徳本恭敏 Токумото Юкитоси)
Актёр в фильме: Матт Лаган (яп.  Раган Матт)

### Эпизодические персонажи
Юри (яп. ユリ) — одноклассница Лайта в старшей школе. Он использовал свидание с ней, чтобы узнать имя следившего за ним агента ФБР Рея Пенбера. Ей очень нравится Лайт. Миса упоминаёт её в списке девушек Лайта, которых «она победила», став невестой Лайта. Как сказано в «Death Note: How to Read», Лайт был в близких отношениях с Юри ещё до получения Тетради смерти.
Юри послужила основой для персонажа фильма «Тетрадь смерти» Сиори Акино.
Эрико Айдзава (яп. 相沢惠利子 Айдзава Эрико) — жена Айдзавы. Любит мужа, но ей не нравится, что он так много времени проводит на работе. Во время одной из ссор по этому поводу даже нанесла ему небольшую рану на лбу.
Юми Айдзава (яп. 相沢由美 Айдзава Юми) — дочь Сюити Айдзавы, очень любит отца; хоть и редко с ним видится из-за его работы, но радуется каждой встрече с отцом. В первый раз показана в сцене, когда Айдзава увольняется из группы расследований, недовольный из-за L проверял смогут ли полицейские бросить свою работу, рискуя благополучием своих семей, ради ведения расследования. Айдзава идёт в парк, где встречает гуляющих Эрико и Юми. Во второй раз, она показана уже школьницей, когда уговаривает своего отца идти спать, когда он размышляет может ли Лайт быть Кирой.
Нори (яп. ノリ) — подруга Мисы, медсестра в больнице. Меняется одеждой с Мисой, позволяя ей сбежать от охранявшего её Моги, как подумала Нори, на свидание, а на самом деле на встречу с Хигути, которого Миса хотела раскрыть.
Кайл Блок (яп. カイルブロック Каиру Бурокку) — главный пилот самолёта, на котором летел Соитиро Ягами и сопровождавший его член мафии. Был подкуплен мафией, связал второго пилота и посадил самолёт посреди пустыни, чтобы Ягами вышел на обмен тетрадями Y462. Убит Y462 после того, как посадил самолёт в Лос-Анджелесе, чтобы перерубить все ниточки к мафии.
Хидэки Рюга (яп. 流河旱树) — японский поп-идол и звезда мелодраматических фильмов. Сначала появляется в главной роли в фильме, который смотрит Саю Ягами, являющаяся его поклонницей. Позже L называется его именем при встрече с Лайтом, чтобы обезопасить себя, так как он считал, что если Кира попытается убить его, используя это имя, то может умереть и сам Рюга. Потом актёр исполняет главную роль в фильме, где играет Миса, и по сюжету должен её целовать, но Миса отказывается, так как она встречается с Лайтом. Кроме того он появляется в 95 главе манги, где выступает за белую команду в новогоднем телеконкурсе песни «Кохаку», на который не смогла приехать Миса из-за того, что её похитил Ниа.

## Персонажи побочных произведений

### Персонажиманги «Post Series — One Shot»

#### C-Кира
Человек, которому синигами Меадра отдала Тетрадь смерти. Этот человек стал убивать людей, но лишь стариков и смертельно больных, просивших смерти.

#### Меадра
Бог смерти, которая подкупила Короля Смерти за 13 яблок и получила Тетрадь смерти, которую отдала человеку, желая, также как Рюк развлечься в мире людей. После смерти C-Киры, разочаровавшись, отдала тетрадь Рюку.

#### Король смерти
Упоминается уже в первом томе манги, но впервые появляется только в специальном выпуске.

### Персонажиманги «Death Note: Special One Shot»

#### Минору Танака
Самый умный школьник Японии, который получил Тетрадь смерти от Рюка, желавшего вновь развлечься и поесть земных яблок. Не хочет использовать её ради убийств, и решает просто продать её. Ниа, пытающийся не допустить, попадание тетради в плохие руки, пытается найти его  и называет А-Кирой. Но Минору успешно осуществляет свой план, но погибает из-за того, что Богами смерти было введено новое правило и за куплю-продажу Тетради смерти теперь полагалась смерть.

#### Другие
Президент США и президент Китая
Не названы по имени, но основаны на Дональде Трампе и Си Цзиньпине. Участвовали в аукционе по покупке Тетради смерти. В итоге президент США победил и купил за 10 триллионов долларов выставленную на аукционе Тетрадь смерти, но отказался, из-за того, что Богами смерти было введено новое правило и за куплю-продажу Тетради смерти теперь полагалась смерть.

### Pilot

#### Таро Кагами
Оригинальный протагонист пилотного выпуска манги «Тетрадь смерти». Нашёл потерянную тетрадь бога смерти Рюка и, подумав, что это просто тетрадь, решил вести в ней дневник. Он пишет в тетради, что его обижают одноклассники, и на следующий день в школе узнаёт, что все его обидчики умерли. Вскоре к нему приходят детективы, расследующие смерти, которые, конечно, не выявляют связи между сердечными приступами школьников и тринадцатилетним мальчиком. Таро начали мучить кошмары, где ему являлись все, кого он убил. Рюк даёт ему Ластик смерти, сказав, что если он жалеет, что кого-то убил, то может его оживить, стерев его имя из тетради, при условии, конечно, что труп убитого ещё не кремирован или не разложился. Таро стирает имена хулиганов и в школе встречает погибших, которые воскресли. Эти события привлекают внимание полицейских, которые приходят в школу. Кагами паникует, но ничего не может сделать, так как тетрадь осталась дома. Но неожиданно и полицейские, и хулиганы умирают. Рюк признаётся, что потерял ещё одну тетрадь. Выясняется, что её нашёл одноклассник Таро — Миюра, над которым тоже издевались. Таро уговаривает его стереть имена, оживив убитых, и затем признаться во всём полиции. Полицейские не верят им, но когда мальчики отдают им тетрадь, решают, что это слишком опасное оружие, и сжигают её. Далее манга перемещает повествование на семь лет вперёд, где всем известно про тетрадь смерти. За Таро по-прежнему следует бог смерти Рюк, ведь сожгли одну тетрадь, а вторую Таро спрятал. И он решает изменить мир.
Некоторые черты Таро перешли к персонажу основной серии манги Тэру Миками.

#### Другие персонажи
- Миюра — одноклассник Таро, над которым также издевались хулиганы. После их смерти он находит вторую тетрадь смерти, потерянную Рюком. Когда к ожившим школьникам приходят полицейские, то Миюра боится, что они расскажут, над кем они издевались и кто мог желать им смерти. Он записывает имена хулиганов, а потом и полицейских. Потом он начинает записывать имена известных преступников. Когда в телепередаче, посвящённой таинственным смертям, начинают высказывать идеи, что убийца — школьник, то Миюра убивает всех участников шоу. Когда к нему приходит Таро, он пытается записать и его имя, а потом и своё, чтобы убить всех, кто связан с тетрадью. Но Таро его останавливает, показывает Ластик смерти, способный оживлять убитых, и уговаривает открыться полицейским.
- Судзуки, Танака, Накамура, Ямадзаки, Огава — одноклассники Таро и Миюры, которые издевались над ними в школе. Судзуки и Танака были случайно убиты Таро, когда тот не знал силы тетради смерти. Потом, всё ещё не веря в реальность тетради, он записывает имена Накамуры, Ямадзаки и Огавы, и они умирают. Потом все пятеро были оживлены Ластиком смерти. Когда они пришли в школу, то их убил испугавшийся Миюра. Позже снова воскрешены.
- Яманака и Такаги — полицейские отделения OX, расследующие таинственные смерти школьников. Яманака — пожилой и подозрительный инспектор, а Такаги — молодой детектив-идеалист. Яманака вспоминает о деле 1979 года, когда служащие и клиенты одного банка массово умирали от сердечных приступов. После воскрешения и возвращения в школу умерших учеников полицейские спешно туда отправляются. Но по прибытии их убивает запаниковавший Миюра. Потом они оживлены Таро. В полицейском участке мальчики всё им рассказывают. Яманака решает сжечь тетрадь.

### Персонажи, появившиеся только в фильмах

#### «Тетрадь смерти» и «Тетрадь смерти: Последнее имя»
- Рютаро Сакаё (яп. 坂城良太郎) — ассистент режиссёра на съёмках фильма с Мисой, который был одержим ею. Он преследовал её и воровал её бельё. Напал на неё с ножом, крича, что они умрут вместе. Бог смерти Джелус, который наблюдал за Мисой, убил его. Из-за этого Джелус погиб, а бог смерти Рэм, наблюдавший за этим, передал тетрадь Мисе.
- Санами (яп. 佐波) — единственная женщина в отряде по поимке Киры (в отличие от манги и аниме, где отряд был полностью мужским). Во втором фильме она сочувствует Мисе во время её заключения и критикует методы расследования, называя их жестокими. Роль исполнила Миюки Комацу.
- Сиори Акино (яп. 秋野诗织) — подруга детства Лайта, ставшая потом его сокурсницей в университете «Тоо» и его девушкой[42]. Мечтает служить в правоохранительных органах. Она считает Киру террористом и предлагает судить преступника по закону. Лайт пишет имена Сиори и Наоми Мисоры, обставляя всё так будто, Сиори погибла, когда Мисора пыталась её похитить. Её роль исполнила Юю Каси, которая описала своего персонажа как обычную и очень наивную девушку. Она считает, что мнение Сиори совпадает с мнением зрителей. Как призналась актриса, во время съёмок ей нравилось играть Сиори, но её беспокоило, примут ли зрители такого персонажа[39]. Сюсукэ Канэко, режиссёр фильма, сказал, что он создал Сиори после прочтения оригинальной манги на основе персонажа Юри[39] (девушки, с которой Лайт поехал в лунапарк в 7 главе манги, чтобы выяснить имя Рея Пенбера). В интервью журналу Weekly Shonen Jump он признался, что Сиори была добавлена в сюжет, чтобы показать негативные стороны личности Лайта, и что героиня нужна была, чтобы зрители возненавидели Киру[39][43]. Кити Сенсей из OtakuZone в своей рецензии на фильм «Тетрадь смерти» писала, что поначалу беспокоилась о том, как Сиори повлияет на «нашего дорогого, страдающего манией величия Лайта. Будет ли он более мягким персонажем, чем Лайт из манги?». Но после просмотра фильма она почувствовала, что Сиори только укрепила образ Лайта и, кроме того, именно Сиори добавляет картине ещё «один момент, достойный вздоха»[44].

#### L: Change the World
- Маки Никайдо (яп. 二阶堂 真希 Никайдо: Маки) — дочь профессора Кимихико Никайдо. Становится целью террористической организации «Синий корабль», члены которой считают, что в её руках находится противоядие от смертоносного вируса, который исследовал её отец. Девочка заручается поддержкой детектива L. В роли Маки Никайдо — Маюко Фукуда. В романе раскрываются детали прошлого героини: она была соседкой и близкой подругой Аманэ Мисы.
- Кимико Кудзё (яп. 久条 希実子 Кудзё: Кимико), обычно использует псевдоним K. Бывшая воспитанница Дома Вамми. После приюта стала вирусологом и вскоре стала всемирно известным специалистом в этой области. Работает ассистентом профессора Никайдо. Входит в организацию «Синий корабль». Роль исполняет Юки Кудо (яп. 工藤 夕贵).
- Кимихико Никайдо (яп. 二阶堂 公彦 Никайдо: Кимихико) — профессор-вирусолог. Он исследовал вирус из тайской деревни.
- Мальчик — ребёнок, спасённый из тайской деревни. В течение всего фильма его так и называют  — «мальчик». Перед смертью L называет его Ниа и дарит ему игрушечного робота. Персонажа играет Наруси Фукуда, брат Маюко Фукуды. В романе линия с этим персонажем исключена, Ниа, участвующий в повествовании, является более близкой к манге и аниме версией персонажа.
- F (яп. エフ Эфу), настоящее имя неизвестно — бывший воспитанник Дома Вамми, ныне агент L. F обнаруживает, что американские власти исследуют тайскую деревню Бангнум, где была обнаружена новая необычно смертоносная болезнь. Он спасает оттуда мальчика, но сам погибает. Его роль исполнил Кадзуки Намиока.
- Хидэаки Суруга (яп. 骏河 秀明 Суруга Хидэаки) — агент ФБР, который помогает главным героям сбежать от террористов. Он управляет грузовиком, а потом отвлекает внимание террористов, чтобы герои снова смогли от них скрыться. Позже он раскрывает, что его настоящая цель — получить тетрадь смерти. Затем он помогает детективу попасть на взлетающий самолёт с биологическими терорристами. В конце фильма он похищает Маки Никайдо из больницы и отдаёт ей плюшевого медвежонка с аудиозаписью от L. Его роль исполнил Киётака Намбара. В романе раскрывается несколько деталей: он бывший однокурсник Рэя Ивамацу и Наоми Мисоры по академии ФБР, а также их близкий друг. Он должен был вести церемонию бракосочетания, но Рэй и Наоми были убиты Кирой. Когда детектива навещает Кимико Кудзё, агент влюбляется в неё.
- Дайсукэ Матоба (яп. 的场 大介 Матоба Дайсукэ) — лидер биотеррористической организации «Синий корабль», чья цель — уничтожить почти всё население Земли, чтобы с небольшим числом избранных построить новое общество. На самом деле, в отличие от прочих членов организации, не заинтересован в уничтожении человечества, он планирует продать противоядие за миллионы долларов. Роль исполняет Масанобу Такасима.
- Тамоцу Ёсидзава (яп. 吉沢 保 Ёсидзава Тамоцу) — заместитель Матобы. Его роль исполнил Юта Канаи.
- Хацунэ Мисава (яп. 三沢 初音 Мисава Хацунэ) — помощница Матобы. Несмотря на свою безобидную внешность, является жестокой садисткой. Её роль исполнила Мэгуми Сато.
- Асао Кониси (яп. 小西 朝夫 Кониси Асао) — член «Синего корабля» и опытный компьютерный хакер. Его роль исполнил Бокудзо Масана.
- Син Кагами (яп. 加賀見 シン Кагами Син) — основатель организации «Синий корабль». Его сыграл Рэндзи Исибаси.
- Коити Мацудо (яп. 松戸 浩一 Мацудо Ко:ити) — учёный-вирусолог и коллега профессора Никайдо. L обращается к нему за помощью, и тому после нескольких неудачных попыток удаётся с помощью Ниа расшифровать формулу, которую профессор передал своей дочери перед смертью, а затем по ней создать вакцину от вируса. Его играет Сэи Хираидзуми.
- D, E, G, I, P, Q — включены в рассылку сообщения L о смерти Ватари. Больше о них ничего не известно
- B, R, T, V — также включены в рассылку, однако их буквы неактивны, подразумевая, что они мертвы.

#### Сериал «Death Note: New Generation» и фильм «Тетрадь смерти: Свет нового мира»
- Рюдзаки (яп. 竜 崎) — воспитанник дома Вамми и истинный наследник L. Его роль исполняет Сосукэ Икэмацу.
- Юки Сиэн (яп. 紫苑優輝) — кибер-террорист, поклонник Киры, который получает Тетрадь смерти. В его роли — Масаки Суда.
- Цукуру Мисима (яп. 中 上 亮) — полицейский, член группы расследования Тетради смерти. Помешан на Лайте Ягами. В его руки попадает Тетрадь смерти. Роль исполнил Масахиро Хигасидэ.
- Сакура Аои (яп. 青井さくら) — безумная серийная убийца, использующая Тетрадь смерти для бессмысленных убийств. В её роли Рина Каваэй.
- Кэнъити Микурия (яп. 御厨賢一) — судья, который ненавидит Киру. Когда к нему попадает Тетрадь смерти, он использует её, чтобы убивать людей, которые поддерживают Киру. В его роли — Фунакоси Эихиро.
- Алексей Иванов — врач, который получает тетрадь смерти и из милосердия начинает убивать смертельно больных людей. Его играет Сергей Гончанов.
- Роджер Ирвинг (англ. Roger Irving) — жадный брокер, «Дьявол Уолл-стрит», использующий Тетрадь смерти для получения финансовой выгоды.
- Арма — бог смерти, которая принесла в мир людей одну из шести тетрадей смерти. Её тетрадь досталась Рюдзаки.
- Бэпо — бог смерти, который принес в мир людей одну из шести тетрадей смерти. Его тетрадь получила Сакура Аои.
- Сё Нанасэ (яп. (紫苑 優 輝) — полицейская из группы расследования.
- J — воспитанница дома Вамми. Компьютерный специалист, которая помогает Рюдзаки и Ниа. Её играет Ноэми Накаи.

#### Фильма «Тетрадь смерти» 2017 года от Netflix
- Лайт Тёрнер — персонаж, основой для которого послужил Лайт Ягами. Тёрнер — обычный американский школьник-отличник. Находит таинственную тетрадь, а появившийся вскоре бог смерти Рюк, подначивает начать убивать, и Лайт решает убивать преступников.
- Мия Саттон — персонаж, основой для которого послужила Миса Аманэ. Девушка из команды группы поддержки той же школы, что и Лайт. Юноша открывается ей, и они начинают вдвоём карать преступников.

### Персонажи, появившиеся только в сериалах
- Сёки Химура — персонаж дорамы 2015 года. Она объединяет черты Наоми Мисоры, Халле Лиднер и Мэлло. Её настоящее имя Халле Лиднер, она бывший агент ФБР, которая ранее сотрудничала с L, а позже становится членом группы расследования дела Киры.
- Масару Камода — персонаж дорамы 2015 года. Одноклассник и друг Лайта. Большой поклонник Мисы.
- Ichigo Berry — группа Мисы, в переводе значит «Земляника», кроме Мисы туда входят Мако Китано и Сэрина Кудо.

### Персонажи романов

#### Death Note Another Note: The Los Angeles BB Murder Cases

##### Бейонд Бёздей
Один из первых преемников L, позже ставший его соперником.
О жизни Бейонда до того, как он попал в Дом Вамми, практически ничего не известно, кроме того, что его отец был убит грабителем, а мать погибла в железнодорожной катастрофе. Ещё до рождения он неизвестным образом получил глаза бога смерти, то есть, мог узнать имя и дату смерти человека, лишь взглянув в его лицо. На умственные способности Бейонда обратил внимание L, который искал того, кто сможет заменить его на посту величайшего детектива мира, в случае его смерти. На роль наследника L претендовал A, но он покончил жизнь самоубийством, не выдержав жизни в тени величайшего детектива. Следующей кандидатурой стал именно Бейонд, но он также не желал быть лишь запасным вариантом для L.
Бейонд рассчитывал заменить L, но не стал состязаться с ним в расследовании преступлений. Он выбрал обратный путь — совершить такое преступление, расследовать которое L будет не под силу. Используя свой гениальный ум, сравнимый разве что с умом L, и глаза бога смерти, он совершил серию убийств людей, именно в то время, в какое они должны были умереть, а на местах преступлений оставил подсказки для L. Эти преступления были названы «Лос-Анджелесские серийные убийства „ББ“», кроме того использовались варианты «убийства Вара Нингё» или «Лос-Анджелесские серийные убийства в запертой комнате». Названия отмечали особенности убийств: жертвы имели инициалы Б. Б., а их тела находили в запертых изнутри комнатах, на стенах которых были прибиты японские ритуальные соломенные куколки Вара Нингё. Кроме того, преступник был невероятно чистоплотен — после убийств он тщательно очищал всё вокруг, включая тела жертв.
В расследовании убийств участвовала, по личной просьбе L, Наоми Мисора. Бейонд предстал перед ней в роли частного детектива Рю Рюдзаки, нанятого семьями убитых. На самом деле он использовал этот ход, чтобы направить расследование в нужном направлении. Кроме того, в присутствии Мисори он с помощью сложного грима копировал характерную внешность L, а также манеры его поведения и привычки — сидел, поджав ноги, ел много сладкого и т. д.
Но именно Мисора разрушила его план — совершить самосожжение, которое под видом очередного убийства должно было завести L в тупик. После поимки и лечения от обширных ожогов Бейонд был помещён в калифорнийскую тюрьму, где спустя полтора года загадочно погиб в своей одиночной камере от сердечного приступа. В «How to Read» написано, что его убил Кира.

##### Жертвы ББ
- Белив Брайдсмэйд (англ. Believe Bridesmaid) — первая жертва ББ. Сорокачетырёхлетний писатель и журналист. Дверной замок на месте преступления закрыт изнутри. На каждой из четырёх стен, на уровне дверного замка прибиты куклы Вара Нингё. Смерть наступила от удушения. На груди убитого вырезаны римские цифры, являющиеся подсказкой для расследования и представляющие зашифрованное имя второй жертвы.
- Квортер Квин (Quarter Queen) — вторая жертва. Тринадцатилетняя девочка, проживавшая с матерью в студенческом общежитии. Так же как и первая жертва, Квортер была найдена в закрытой комнате. На трёх стенах были прибиты куклы Вара Нингё. Причиной смерти девочки стал удар битой по голове. После смерти жертве выдавили глаза, и надели очки. Это была очередная подсказка, раскрывающая место следующего преступления.
- Бэкъярд Боттомслэш (Backyard Bottomslash) — третья жертва. Двадцативосьмилетняя банковская служащая. Как и предыдушие жертвы, была найдена в комнате, запертой изнутри. Там же найдены две куколки Вара Нингё. Смерть наступила от потери крови, вследствие ножевых ранений: у жертвы были отрезаны нога и рука. Руку убийца забрал с собой. Отсутствующая рука и расположение тела, является указанием на место следующего преступления.
- Блекберри Браун и Блюзхарп Бебисплит — возможные кандидатуры на роль четвёртой жертвы.

##### Другие персонажи
- A — первый преемник L, который принимает решение покончить с собой, не выдержав давления роли наследника великого детектива.
- X, Y, Z — последние представители первого поколения воспитанников Дома Вамми, упомянуты как трое детей, участвующие в событиях «Детективных войн» L с Эральдом Коилом и Донувом по расследованию дела о биологическом терроризме (искажённые события «L: Change the World»).

#### ПерсонажиL: Change the World
- Ниа — воспитанник дома Вамми. В отличие от фильма эта версия персонажа соответствует своему аналогу в манге и аниме. Лично не участвует в событиях романа, но закулисно помогает L. Так как в фильмах в отличие от оригинального романа L не было необходимости в преемнике, то Ниа им и не являлся, но упоминается, что если бы детективу пришлось сделать такой выбор, то преемником стал бы Ниа.
  - Роберт Фейрмен (англ. Robert Fairman) — агент ФБР и шпион Кимико Киё. Вместе с Хидэки Суругой был назначен на место Наоми Мисоры. Пытался убить своего напарника из-за документов, представляющих опасность для организации «Синий корабль», но был застрелен Суругой, с помощью Ватари и Маки Никайдо.
- Q — воспитанник дома Вамми. В новеллизации фильма упоминается, что именно он разработал систему безопасности, которая использовалась в штаб-квартире группы расследования дела Киры (показана в фильме «Тетрадь смерти: Последнее имя»).

### Персонажи мюзикла
- Хэлли Белл — один из двенадцати агентов ФБР, посланных в Японию для слежки. Ему позвонил Пенбер, чтобы получить список остальных агентов. В манге и аниме лишь упоминается, в серии фильмов, а также дораме 2015 года показан эпизодически, но в мюзикле «Тетрадь смерти» он занимает место Рея Пенбера, и записывая имена агентов ФБР, прыгает под поезд под влиянием тетради смерти.

## Влияние образов персонажей на реальный мир
28 сентября 2007 года в Бельгии были обнаружены неопознанные тела двух мужчин. Рядом с ними нашлись записки, где было написано от руки латинскими буквами следующие слова «Watashi wa Kira desu» (яп. 私はキラです watashi wa Kira desu) — «Я Кира». Газеты окрестили эти убийства «убийствами манги» (нидерл. Mangamoord). Никаких других улик, кроме этих записок, найдено не было.